# Ferdinand von Wrangel
O Barão Ferdinand von Wrangel (em russo:  Фердина́нд Петро́вич Вра́нгель, Ferdinand Petrovich Vrangel; Pskov, Rússia, 29 de Dezembro de 1796 (9 de Janeiro de 1797 no calendário gregoriano) — Dorpat (hoje Tartu, Estónia), 25 de Maio (6 de Junho no calendário gregoriano) de 1870), foi um explorador e almirante russo, membro honorário da Academia Russa das Ciências em São Petersburgo (1855), um dos fundadores da Sociedade Russa de Geografia.
Ferdinand von Wrangel nasceu numa família nobre germano-báltica, os Wrangel. Graduou-se como Cadete Naval em 1815. Tomou parte no cruzeiro mundial de Vasily Golovnin no navio "Kamchatka" em 1817-1819. Wrangel liderou a expedição Kolymskaya em busca de terras no Árctico. Provou que a norte do rio Kolyma e do Cabo Shelagsky havia mar aberto, e não terra emersa, como se pensava até então. Com Fyodor Matyushkin e P. Kuzmin, Wrangel descreveu a linha de costa da Sibéria desde o rio Indigirka até à Baía Kolyuchinskaya no mar de Chukchi, explorando a Passagem do Nordeste. A sua expedição teve enorme valor para a glaciologia, geomagnetismo, e climatologia além da recolha de dados sobre recursos naturais e sobre a população dessa área remota.
Wrangel reformou-se em 1864. Opôs-se à venda do Alasca aos Estados Unidos em 1867. Wrangel escreveu "Jornada pela costa norte da Sibéria e Oceano Árctico" e outros livros sobre povos do noroeste da América do Norte.
Viveu os últimos anos na mansão de Roela (em alemão: Ruil) na parte oriental da Estónia. Comprara a mansão em 1840.

## Lista de locais com o nome de Wrangel
- Ilha Wrangel, ilha no Oceano Ártico a norte da Península Chukchi (que não descobriu)
- Ilha Wrangell, ilha do Arquipélago Alexandre, ao largo do Alasca
  - Wrangell (Alaska), cidade nesta última ilha
- Estreitos de Wrangell, canal no Arquipélago Alexandre
- Cabo Wrangell na Ilha Attu, o ponto mais a oeste do Alasca (e dos Estados Unidos da América)
- Monte Wrangell, um vulcão no Alaska